# Coupe Stanley-Rous
La coupe Stanley-Rous ou coupe Rous est une ancienne compétition de football de la seconde moitié des années 1980. 
Elle était disputée entre l'Angleterre et l'Écosse, puis par la suite avec une équipe d'Amérique du Sud (Brésil en 1987, Colombie en 1988 et Chili en 1989). 
Elle porte le nom de Stanley Rous, président de la FIFA de 1961 à 1974.

## Palmarès
| Année | Résultats  | Résultats  | Résultats | Résultats |
| Année | Vainqueur  | Finaliste  | 3e place  |           |
| ----- | ---------- | ---------- | --------- | --------- |
| 1985  | Écosse     | Angleterre |           |           |
| 1986  | Angleterre | Écosse     |           |           |
| 1987  | Brésil     | Angleterre | Écosse    |           |
| 1988  | Angleterre | Colombie   | Écosse    |           |
| 1989  | Angleterre | Écosse     | Chili     |           |